# VF-1 Valkyrie
Il VF-1 Valkyrie è un aereo da caccia fittizio in grado di assumere una forma umanoide che compare nell'anime Fortezza superdimensionale Macross (超時空要塞マクロス, Chōjikū yōsai Makurosu) e nel suo adattamento statunitense Robotech

## Background
Il VF-1 venne creato nel 1980-1982 dal mecha designer Shōji Kawamori dello Studio Nue, con contributi del suo collega Kazutaka Miyatake) come mecha principale della serie Fortezza superdimensionale Macross (1982-1983). L'ispirazione principale per il VF-1 fu il Grumman F-14 Tomcat, con la sua ala a geometria variabile. Il nome "Valkyrie" è un tributo al bombardiere strategico supersonico sperimentale North American XB-70 Valkyrie, sviluppato negli Stati Uniti negli anni sessanta.
In Robotech (l'adattamento statunitense del 1985 di Macross), il VF-1è generalmente chiamato "Varitech Fighter", con "Varitech" come abbreviazione per Variable Engineering and Robotic Integration TECHnology, ma il popolare nome ufficiale "Valkyrie" viene usato in alcune occasionali riferimenti.

## Storia fittizia

### Macross
In Macross il VF-1 venne sviluppato dalla Stonewell/Bellcom/Shinnakasu per l'U.N. Spacy (l'esercito fittizio del governo terrestre) utilizzando una tecnologia aliena ottenuta dall'astronave aliena SDF-1. Venne proceduto in produzione dal VF-X. Diversamente dai successivi veicoli della serie VF il VF-X fu strettamente un caccia jet, costruito per dimostrare che un caccia con le caratteristiche necessarie per trasformarsi in robot umanoide fosse aerodinamicamente ammissibile. Terminati i test del VF-X venne costruito il VF-0 Phoenix, un prototipo avanzato capace di operare esclusivamente nell'atmosfera, che fu testato tra il 2005 e il 2007 e operò brevemente in servizio dal 2007 fino all'entrata in servizio del VF-1 alla fine del 2008, mentre i problemi venivano risolti sul prototipo del VF-1, il VF-X-1. Il VF-1 debuttò in combattimento il 7 febbraio 2009 durante la battaglia di South Ataria Island - la prima battaglia della prima guerra spaziale e rimase il principale caccia in servizio dell'U.N. Spacy per l'intero conflitto. Cinque anni più tardi venne rimpiazzato dal VF-4 Lightning III, comunque continuò a dimostrare il suo valore anche anni più tardi nella serie Macross 7, quando Maximilian Jenius (uno dei personaggi principali della serie originale) usò il suo vecchio caccia in difesa della flotta colonizzatrice.

### Modelli di Macross
| Modello           | Descrizione | Prima comparsa                                                                             |
| ----------------- | --- | ------------------------------------------------------------------------------------------ |
| VF-1A             | Modello base, armato con un singolo cannone laser antiaereo RÖV-20. | Primo episodio di Fortezza superdimensionale Macross                                       |
| VF-1D             | Modello biposto da addestramento, dotato di una testa con un set gemello di ottiche e due cannoni laser antiaereo                                                                                          | Primo episodio di Fortezza superdimensionale Macross                                       |
| VF-1J             | Modello usato per comandanti di squadriglia, prodotto su licenza della Shinnakasu Heavy Industries. Il primo modello capace di usare l'unità corazzata GBP-1S. Armato con cannoni laser antiaereo gemelli. | Brevemente nel primo episodio di Fortezza superdimensionale Macross (e nel sesto episodio) |
| VF-1S             | Variante per comandanti di squadrone. Armato con quattro cannoni laser antiaereo e dotato di un motore FF-2001D migliorato.                                                                                | Primo episodio di Fortezza superdimensionale Macross                                       |
| VF-1H             | Modello utilizzato da Kabir Singh, questo modello può essere utilizzato dal Capo - Dirigente. | Kabir's World                                                                              |
| VE-1 ELINT Seeker | Variante ELINT disarmata basato sullo scafo del VT-1 | Macross - Il film                                                                          |

### Robotech
In Robotech lo sviluppo del Valkyrie iniziò alla fine della Global Civil War, quando un'astronave aliena precipita sull'isola di Macross nel Sud Pacifico. La scoperta dell'esistenza di una grande e aggressiva forma di vita umanoide aliena spinge alla creazione di un governo globale e allo sviluppo di mecha per armare la Robotech Defense Force e combattere la minaccia aliena, sfruttando la tecnologia ottenuta dalla nave aliena precipitata, ribattezzata SDF-1.
Nella continuità di Robotech non esiste il VF-0, il modello non trasformabile VF-X venne seguito da una versione che disponeva solo delle modalità caccia e guardian. La versione finale del VF-1 compare solo nel giugno 2007, capace di trasformarsi anche in modalità battloid. Entrò non ufficialmente in combattimento poco dopo quando il pilota Roy Fokker "prese in prestito" il primo modello prodotto, un VF-1S, che rimarrà il suo veicolo per il resto della sua vita, passando quindi a Rick Hunter dopo la sua morte per sconfiggere un piano degli oppositori all'unificazione per distruggere i tre principali simboli del potere dell'UEG. Ufficialmente la prima operazione di combattimento del VF-1 fu, come in Macross, il 7 febbraio 2009 durante la battaglia dell'isola di Macross, allo scoppio della prima guerra di Robotech. Come la sua controparte in Macross il VF-1 rimase in servizio per il resto del conflitto.

### Modelli in Robotech
| Modello | Descrizione | Prima comparsa             |
| ------- | --- | -------------------------- |
| VF-1S   | Il prototipo originale, aggiornato per includere la modalità battloid. Dotato di motori più potenti, e quattro laser montati sulla testa e destinato agli ufficiali comandanti.            | Primo episodio di Robotech |
| VF-1A   | Il modello standard armato con un singolo laser in testa. Questa è la variante più comune, destinato ai piloti semplici                                                                    | Primo episodio di Robotech |
| VF-1J   | Una variante per i giovani ufficiali. L'esempio più famoso è il primo caccia di assegnato a Rick Hunter, prima della morte di Roy Fokker. Questa variante ha due laser montati sulla testa | Primo episodio di Robotech |

## Curiosità
L'Autobot Jetfire della serie Transformers in quasi tutte le sue apparizioni, diventa un aereo da combattimento tra cui il VF-1 Valkyrie.
Un mecha uguale alle VF-01 viene riproposto in un cartone animato coreano chiamato "Spazio Gandam V" del 1987 di Kim Cheong-gi. Il mecha ha il nome di Gandam V ed è pilotato da un ragazzo alieno che entra nel corpo di un ragazzo in coma prendendo coscienza della vita vissuta del ragazzo e decidendo di salvare il pianeta dall'invasione del suo stesso popolo